# Manuel Franco de Sequeira
Manuel Franco de Sequeira (Montemor-o-Novo, 15 de Março de 1766 — Lisboa, 28 de Dezembro de 1838) foi um poeta do arcadismo lusitano que publicou sob o nome arcádico de Mirtilo Alfeu (então grafado Myrtillo Alpheo) e integrou a Academia de Humanidades de Lisboa e a Nova Arcádia.